# Seznam dílů seriálu Veronica Mars
Toto je seznam dílů seriálu Veronica Mars. Americký dramatický televizní seriál Veronica Mars je premiérově vysílán od roku 2004. První dvě řady byly uvedeny na stanici UPN, třetí série, která skončila roku 2007, pak na stanici The CW. Roku 2014 byl natočen celovečerní film Veronica Marsová odehrávající se několik let po třetí řadě. Čtvrtá řada byla zveřejněna v roce 2019 na streamovací službě Hulu. Celkem bylo odvysíláno 72 dílů seriálu. 

## Přehled řad
| Řada | Díly | Premiéra v USA    | Premiéra v USA    | Premiéra v ČR   | Premiéra v ČR   | Stanice v USA |
| Řada | Díly | První díl         | Poslední díl      | První díl       | Poslední díl    | Stanice v USA |
| ---- | ---- | ----------------- | ----------------- | --------------- | --------------- | ------------- |
| 1    | 22   | 22. září 2004     | 10. května 2005   | 12. února 2007  | 13. března 2007 | UPN           |
| 2    | 22   | 28. září 2005     | 9. května 2006    | 14. března 2007 | 13. dubna 2007  | UPN           |
| 3    | 20   | 3. října 2006     | 22. května 2007   | 16. května 2008 | 12. června 2008 | The CW        |
| film | 1    | 14. března 2014   | 14. března 2014   | 3. května 2015  | 3. května 2015  | —             |
| 4    | 8    | 19. července 2019 | 19. července 2019 | bude oznámeno   | bude oznámeno   | Hulu          |

## Seznam dílů

### První řada (2004–2005)
| Č. v seriálu | Č. v řadě | Původní název                | Český název               | Režie              | Scénář                                                | Premiéra v USA (UPN) | Premiéra v ČR   | Produkční kód |
| ------------ | --------- | ---------------------------- | ------------------------- | ------------------ | ----------------------------------------------------- | -------------------- | --------------- | ------------- |
| 1            | 1         | Pilot                        | Případ začíná             | Mark Piznarski     | Rob Thomas                                            | 22. září 2004        | 12. února 2007  | 475258        |
| 2            | 2         | Credit Where Credit's Due    | Důvěřovat se vyplácí      | Mark Piznarski     | Rob Thomas                                            | 28. září 2004        | 13. února 2007  | 2T5701        |
| 3            | 3         | Meet John Smith              | Setkání s Johnem Smithem  | Harry Winer        | Jed Seidel                                            | 12. října 2004       | 14. února 2007  | 2T5702        |
| 4            | 4         | The Wrath of Con             | Hněv napálených           | Michael Fields     | Diane Ruggiero                                        | 19. října 2004       | 15. února 2007  | 2T5703        |
| 5            | 5         | You Think You Know Somebody  | Musíme se lépe poznat     | Nick Gomez         | Dayna Lynne North                                     | 26. října 2004       | 16. února 2007  | 2T5704        |
| 6            | 6         | Return of the Kane           | Kaneův návrat             | Sarah Pia Anderson | námět: Rob Thomas scénář: Phil Klemmer                | 2. listopadu 2004    | 19. února 2007  | 2T5705        |
| 7            | 7         | The Girl Next Door           | Holka od vedle            | Nick Marck         | námět: Jed Seidel scénář: Jed Seidel a Diane Ruggiero | 9. listopadu 2004    | 20. února 2007  | 2T5706        |
| 8            | 8         | Like a Virgin                | Jako panna                | Guy Bee            | Aury Wallington                                       | 23. listopadu 2004   | 21. února 2007  | 2T5707        |
| 9            | 9         | Drinking the Kool-Aid        | Nevěř všemu, co se říká   | Marcos Siega       | námět: Rob Thomas scénář: Russell Smith               | 30. listopadu 2004   | 22. února 2007  | 2T5708        |
| 10           | 10        | An Echolls Family Christmas  | Vánoce u Echollsovců      | Nick Marck         | Diane Ruggiero                                        | 14. prosince 2004    | 23. února 2007  | 2T5710        |
| 11           | 11        | Silence of the Lamb          | Mlčení nevinného          | John Kretchmer     | Jed Seidel a Dayna Lynne North                        | 4. ledna 2005        | 26. února 2007  | 2T5709        |
| 12           | 12        | Clash of the Tritons         | Konflikt s Tritóny        | David Barrett      | Phil Klemmer a Aury Wallington                        | 11. ledna 2005       | 27. února 2007  | 2T5711        |
| 13           | 13        | Lord of the Bling            | Pán řetězů                | Steve Gomer        | John Enbom                                            | 8. února 2005        | 28. února 2007  | 2T5712        |
| 14           | 14        | Mars vs. Mars                | Mars vs. Mars             | Marcos Siega       | námět: Rob Thomas scénář: Jed Seidel a Diane Ruggiero | 15. února 2005       | 1. března 2007  | 2T5713        |
| 15           | 15        | Ruskie Business              | Ruský byznys              | Guy Bee            | Phil Klemmer a John Enbom                             | 22. února 2005       | 2. března 2007  | 2T5714        |
| 16           | 16        | Betty and Veronica           | Betty a Veronica          | Michael Fields     | Diane Ruggiero                                        | 29. března 2005      | 5. března 2007  | 2T5715        |
| 17           | 17        | Kanes and Abel's             | Kaini a Ábelové           | Nick Marck         | Carolyn Murray                                        | 5. dubna 2005        | 6. března 2007  | 2T5716        |
| 18           | 18        | Weapons of Class Destruction | Zbraně třídního ničení    | John Kretchmer     | Jed Seidel                                            | 12. dubna 2005       | 7. března 2007  | 2T5717        |
| 19           | 19        | Hot Dogs                     | Psí život                 | Nick Marck         | Dyana Lynne North                                     | 19. dubna 2005       | 8. března 2007  | 2T5718        |
| 20           | 20        | M.A.D.                       | Záruka vzájemného zničení | John Kretchmer     | Phil Klemmer a John Enbom                             | 26. dubna 2005       | 9. března 2007  | 2T5719        |
| 21           | 21        | A Trip to the Dentist        | Návštěva zubaře           | Marcos Siega       | Diane Ruggiero                                        | 3. května 2005       | 12. března 2007 | 2T5720        |
| 22           | 22        | Leave It to Beaver           | Bobr to zařídí            | Michael Fields     | námět: Rob Thomas scénář: Rob Thomas a Diane Ruggiero | 10. května 2005      | 13. března 2007 | 2T5721        |

### Druhá řada (2005–2006)
| Č. v seriálu | Č. v řadě | Původní název                          | Český název                            | Režie              | Scénář                                            | Premiéra v USA (UPN) | Premiéra v ČR   | Produkční kód |
| ------------ | --------- | -------------------------------------- | -------------------------------------- | ------------------ | ------------------------------------------------- | -------------------- | --------------- | ------------- |
| 23           | 1         | Normal is the Watchword                | Všechno je normální                    | John Kretchmer     | Rob Thomas                                        | 28. září 2005        | 14. března 2007 | 2T7201        |
| 24           | 2         | Driver Ed                              | Řidič Ed                               | Nick Marck         | Diane Ruggiero                                    | 5. října 2005        | 15. března 2007 | 2T7202        |
| 25           | 3         | Cheatty Cheatty Bang Bang              | Podvody, jenom podvody                 | John Kretchmer     | Phil Klemmer a John Enbom                         | 12. října 2005       | 16. března 2007 | 2T7203        |
| 26           | 4         | Green-Eyed Monster                     | Žárlivost                              | Jason Bloom        | Dayna Lynne North                                 | 19. října 2005       | 19. března 2007 | 2T7204        |
| 27           | 5         | Blast From the Past                    | Závan minulosti                        | Harry Winer        | Phil Klemmer a Cathy Belben                       | 26. října 2005       | 20. března 2007 | 2T7205        |
| 28           | 6         | Rat Saw God                            | Zrádce                                 | Kevin Bray         | John Enbom a Phil Klemmer                         | 9. listopadu 2005    | 21. března 2007 | 2T7206        |
| 29           | 7         | Nobody Puts Baby in a Corner           | Kdo by ublížil dítěti                  | Nick Marck         | Diane Ruggiero                                    | 16. listopadu 2005   | 22. března 2007 | 2T7207        |
| 30           | 8         | Ahoy, Mateys!                          | Kamarádi, ahoj                         | Steve Gomer        | John Enbom a Cathy Belben                         | 23. listopadu 2005   | 23. března 2007 | 2T7208        |
| 31           | 9         | My Mother, the Fiend                   | Moje zlá matka                         | Nick Marck         | Phil Klemmer a Dayna Lynne North                  | 30. listopadu 2005   | 26. března 2007 | 2T7209        |
| 32           | 10        | One Angry Veronica                     | Rozzlobená Veronika                    | John Kretchmer     | Russell Smith                                     | 7. prosince 2005     | 27. března 2007 | 2T7210        |
| 33           | 11        | Donut Run                              | Závod s časem                          | Rob Thomas         | Rob Thomas                                        | 25. ledna 2006       | 28. března 2007 | 2T7211        |
| 34           | 12        | Rashard and Wallace Go to White Castle | Rashard a Wallace jdou do Bílého hradu | John Kretchmer     | John Enbom                                        | 1. února 2006        | 29. března 2007 | 2T7212        |
| 35           | 13        | Ain't No Magic Mountain High Enough    | Výlet do Magických hor                 | Guy Bee            | Diane Ruggiero                                    | 8. února 2006        | 30. března 2007 | 2T7213        |
| 36           | 14        | Versatile Toppings                     | Univerzální vrstva                     | Sarah Pia Anderson | Phil Klemmer                                      | 15. března 2006      | 2. dubna 2007   | 2T7214        |
| 37           | 15        | The Quick and the Wed                  | Nevěsta na útěku                       | Rick Rosenthal     | John Serge                                        | 22. března 2006      | 3. dubna 2007   | 2T7215        |
| 38           | 16        | The Rapes of Graff                     | Studentky a machři                     | Michael Fields     | John Enbom                                        | 29. března 2006      | 4. dubna 2007   | 2T7216        |
| 39           | 17        | Plan B                                 | Plán B                                 | John Kretchmer     | Dayna Lynne North                                 | 5. dubna 2006        | 5. dubna 2007   | 2T7217        |
| 40           | 18        | I Am God                               | Já jsem Bůh                            | Martha Mitchell    | Diane Ruggiero a Cathy Belben                     | 11. dubna 2006       | 6. dubna 2007   | 2T7218        |
| 41           | 19        | Nevermind the Buttocks                 | Neslušný návrh                         | Jason Bloom        | Phil Klemmer                                      | 18. dubna 2006       | 10. dubna 2007  | 2T7219        |
| 42           | 20        | Look Who's Stalking                    | Kdopak to slídí                        | Michael Fields     | John Enbom                                        | 25. dubna 2006       | 11. dubna 2007  | 2T7220        |
| 43           | 21        | Happy Go Lucky                         | Odvážnému štěstí přeje                 | Steve Gomer        | Diane Ruggiero                                    | 2. května 2006       | 12. dubna 2007  | 2T7221        |
| 44           | 22        | Not Pictured                           | Mimo záznam                            | John Kretchmer     | námět: Rob Thomas scénář: Rob Thomas a John Enbom | 9. května 2006       | 13. dubna 2007  | 2T7222        |

### Třetí řada (2006–2007)
| Č. v seriálu | Č. v řadě | Původní název                          | Český název                      | Režie          | Scénář                                                                                  | Premiéra v USA (The CW) | Premiéra v ČR   | Produkční kód |
| ------------ | --------- | -------------------------------------- | -------------------------------- | -------------- | --------------------------------------------------------------------------------------- | ----------------------- | --------------- | ------------- |
| 45           | 1         | Welcome Wagon                          | Uvítací výbor                    | John Kretchmer | Rob Thomas                                                                              | 3. října 2006           | 16. května 2008 | 3T5801        |
| 46           | 2         | My Big Fat Greek Rush Week             | Moje velká tlustá řecká sestra   | John Kretchmer | Diane Ruggiero                                                                          | 10. října 2006          | 19. května 2008 | 3T5802        |
| 47           | 3         | Witchita Linebacker                    | Pro lásku k fotbalu              | Harry Winer    | Phil Klemmer a John Enbom                                                               | 17. října 2006          | 20. května 2008 | 3T5803        |
| 48           | 4         | Charlie Don't Surf                     | Ztracený a znovu nalezený        | Jason Bloom    | Diane Ruggiero a Jason Elen                                                             | 24. října 2006          | 21. května 2008 | 3T5804        |
| 49           | 5         | President Evil                         | President Evil                   | Nick Marck     | Jonathan Moskin a David Mulei                                                           | 31. října 2006          | 22. května 2008 | 3T5805        |
| 50           | 6         | Hi, Infidelity                         | Nesesmilníš, neopíšeš            | Michael Fields | John Enbom                                                                              | 7. listopadu 2006       | 23. května 2008 | 3T5806        |
| 51           | 7         | Of Vice and Men                        | O hříších a lidech               | Harry Winer    | Phil Klemmer                                                                            | 14. listopadu 2006      | 26. května 2008 | 3T5807        |
| 52           | 8         | Lord of the Pi's                       | Zrcadlo, kdo je nejtlustší?      | Steve Gomer    | Diane Ruggiero                                                                          | 21. listopadu 2006      | 27. května 2008 | 3T5808        |
| 53           | 9         | Spit & Eggs                            | Vejce do skla                    | Rob Thomas     | Rob Thomas                                                                              | 28. listopadu 2006      | 28. května 2008 | 3T5809        |
| 54           | 10        | Show Me the Monkey                     | Řekni, kde ty krysy jsou         | Nick Marck     | námět: John Enbom scénář: John Enbom a Robert Hull                                      | 23. ledna 2007          | 29. května 2008 | 3T5810        |
| 55           | 11        | Poughkeepsie, Tramps and Thieves       | Jak chudá holka ke štěstí přišla | John Kretchmer | Diane Ruggiero                                                                          | 30. ledna 2007          | 30. května 2008 | 3T5811        |
| 56           | 12        | There's Got to Be a Morning After Pill | Vrátit čas                       | Tricia Brock   | námět: Jonathan Moskin a David Mulei scénář: Jonathan Moskin, Phil Klemmer a John Enbom | 6. února 2007           | 2. června 2008  | 3T5812        |
| 57           | 13        | Postgame Mortem                        | Konečné skóre                    | John Kretchmer | Joe Voci                                                                                | 13. února 2007          | 3. června 2008  | 3T5813        |
| 58           | 14        | Mars, Bars                             | Vzkaz ze záhrobí                 | Harry Winer    | námět: Phil Klemmer, John Enbom a Joe Voci scénář: Phil Klemmer a John Enbom            | 20. února 2007          | 4. června 2008  | 3T5814        |
| 59           | 15        | Papa's Cabin                           | Papá Hemingway                   | Michael Fields | John Enbom                                                                              | 27. února 2007          | 5. června 2008  | 3T5815        |
| 60           | 16        | Un-American Graffiti                   | Neamerické grafitti              | John Kretchmer | Robert Hull                                                                             | 1. května 2007          | 6. června 2008  | 3T5816        |
| 61           | 17        | Debasement Tapes                       | Opouštěj staré písně pro nové    | Dan Etheridge  | John Enbom                                                                              | 8. května 2007          | 9. června 2008  | 3T5817        |
| 62           | 18        | I Know What You'll Do Next Summer      | Vím, co budeš dělat příští léto  | Nick Marck     | Jonathan Moskin a David Mulei                                                           | 15. května 2007         | 10. června 2008 | 3T5818        |
| 63           | 19        | Weevils Wobble But They Don't Go Down  | Minulosti neutečeš               | Jason Bloom    | Phil Klemmer                                                                            | 22. května 2007         | 11. června 2008 | 3T5819        |
| 64           | 20        | The Bitch Is Back                      | Mrcha se vrací                   | Michael Fields | Rob Thomas a Diane Ruggiero                                                             | 22. května 2007         | 12. června 2008 | 3T5820        |

### Film (2014)
| Č. v seriálu | Původní název | Český název      | Režie      | Scénář                                                | Premiéra v USA (kino) | Premiéra v ČR  |
| ------------ | ------------- | ---------------- | ---------- | ----------------------------------------------------- | --------------------- | -------------- |
| 0            | Veronica Mars | Veronica Marsová | Rob Thomas | námět: Rob Thomas scénář: Rob Thomas a Diane Ruggiero | 14. března 2014       | 3. května 2015 |

### Čtvrtá řada (2019)
| Č. v seriálu | Č. v řadě | Původní název                | Český název   | Režie           | Scénář                                    | Zveřejnění (Hulu) | Premiéra v ČR | Produkční kód |
| ------------ | --------- | ---------------------------- | ------------- | --------------- | ----------------------------------------- | ----------------- | ------------- | ------------- |
| 65           | 1         | Spring Break Forever         | bude oznámeno | Michael Lehmann | Rob Thomas                                | 19. července 2019 | bude oznámeno | T13.21601     |
| 66           | 2         | Chino and the Man            | bude oznámeno | Michael Fields  | Diane Ruggiero-Wright                     | 19. července 2019 | bude oznámeno | T13.21602     |
| 67           | 3         | Keep Calm and Party On       | bude oznámeno | Joaquin Sedillo | Heather V. Regnier                        | 19. července 2019 | bude oznámeno | T13.21603     |
| 68           | 4         | Heads You Lose               | bude oznámeno | Rachel Goldberg | David Walpert                             | 19. července 2019 | bude oznámeno | T13.21604     |
| 69           | 5         | Losing Streak                | bude oznámeno | Scott Winant    | David Walpert                             | 19. července 2019 | bude oznámeno | T13.21605     |
| 70           | 6         | Entering a World of Pain     | bude oznámeno | Tessa Blake     | Kareem Abdul-Jabbar a Raymond Obstfeld    | 19. července 2019 | bude oznámeno | T13.21606     |
| 71           | 7         | Gods of War                  | bude oznámeno | Amanda Marsalis | Diane Ruggiero-Wright a Heather V. Renier | 19. července 2019 | bude oznámeno | T13.21607     |
| 72           | 8         | Years, Continents, Bloodshed | bude oznámeno | Scott Winant    | Rob Thomas                                | 19. července 2019 | bude oznámeno | T13.21608     |